# Hayley Wickenheiser
Hayley Wickenheiser (Shaunavon, 12 de agosto de 1979) é uma jogadora de hóquei no gelo feminino canadense. Conquistou junto com a seleção canadense o tetracampeonato olímpico nos Jogos de 2002, 2006, 2010 e 2014, além da medalha de prata nos Jogos de 1998.
Começou a competir aos 15 anos de idade, no 1994 Women’s World Championships.
Hayley disputou jogos de hóquei em times mistos de homens e mulheres, no time finlandês Kirkkonummi Salamat. Foi elogiada pelos companheiros de time e técnico, mas gerando repercussões negativas pela International Ice Hockey Federation.
Participou dos Jogos Olímpicos de Inverno de 2014 em Sochi, marcando sua 5ª e última participação nas olimpíadas.
Em 2019, se tornou a sétima mulher a entrar no Hall da Fama do hóquei.